# Енбек (городская администрация Талдыкорган)
Енбек (каз. Еңбек) — село в Алматинской области Казахстана. Находится в подчинении городской администрации Талдыкорган. Входит в состав Отенайского сельского округа. Расположено примерно в 8 км к западу от центра Талдыкоргана. Код КАТО — 191045380.
Находится южнее трассы КВ-82 , имеется светофор .

## Население
В 1999 году население села составляло 1477 человек (750 мужчин и 727 женщин). По данным переписи 2009 года, в селе проживало 1710 человек (837 мужчин, 872 женщины ).
2024 год. 2300 человек